# Stazzema
Stazzema település Olaszországban, Toszkána régióban, Lucca megyében. Lakosainak száma 2856 fő (2023. január 1.). Stazzema Camaiore, Careggine, Massa, Molazzana, Pescaglia, Pietrasanta, Seravezza, Vagli Sotto és Fabbriche di Vergemoli községekkel határos.

## Népesség
A település lakossága az elmúlt években az alábbi módon változott:
| Lakosok száma | 3134 | 3083 | 2856 |
|               | 2017 | 2018 | 2023 |